# Gamburcevovo pohoří
Gamburcevovo pohoří je pohoří ve východní oblasti Antarktidy nedaleko Dome A, které je ukryto pod silným ledovcovým příkrovem, který dosahuje tloušťky až několika kilometrů. Nejvyšší vrcholek pohoří ční nad okolní bázi do výšky 3400 m, ale i tak je přibližně ještě 600 m pod ledovcem. Pohoří bylo pojmenováno po sovětském geofyzikovi Grigoriji A. Gamburcevovi. Pohoří bylo objeveno tři roky po smrti Gamburceva v roce 1958 během třetí sovětské polární expedice.
Pohoří se táhne přibližně přes 1200 km do délky, což odpovídá přibližně evropským Alpám, a bylo objeveno na základě seismického mapování centrálních oblastí Antarktidy k velkému překvapení vědců. Předpokládalo se, že pohoří vznikají převážně na okrajích kontinentů a nikoliv v jejich středu.
K roku 2008 se plánuje vyslání mezinárodní expedice, která by měla toto území detailněji prozkoumat a přinést nové poznatky umožňující vysvětlit vznik pohoří. V současnosti je jeho vznik velikou neznámou.